# Adaptations cinématographiques et télévisuelles du Hobbit
Le roman de J. R. R. Tolkien Le Hobbit (The Hobbit) a été porté à plusieurs reprises à l'écran.

## Court-métrage de 1966
En 1966 un court-métrage, The Hobbit est réalisé par Gene Deitch.

## Téléfilm animé de 1977
Un téléfilm d'animation musical américano-japonais, intitulé The Hobbit, et réalisé par Jules Bass et Arthur Rankin Jr. est diffusé aux États-Unis sur la NBC le dimanche 27 novembre 1977.

## Téléfilm de 1985
The Hobbit (Сказочное путешествие мистера Бильбо Беггинса Хоббита) est un téléfilm soviétique de Vladimir Latyshev diffusé en 1985.

## Série de films de Peter Jackson
Peter Jackson réalise une trilogie cinématographique adapté du roman Le Hobbit de l'écrivain britannique J. R. R. Tolkien :
- Le Hobbit : Un voyage inattendu (2012)
- Le Hobbit : La Désolation de Smaug (2013)
- Le Hobbit : La Bataille des Cinq Armées (2014)